# Шпак-малюк косрейський
Шпак-малю́к косрейський (Aplonis corvina) — вимерлий вид горобцеподібних птахів родини шпакових (Sturnidae). Був ендеміком острова Косрае в архіпелазі Каролінських островів (Федеративні Штати Мікронезії).

## Опис
Птах досягав довжини 20-25,4 см. Він мав повністю чорне, блискуче забарвлення, довгий, вигнутий дзьоб, довгий хвіст і червоні очі.

## Вимирання
Косрейські шпаки-малюки відомі лише за п'ятьма зразками, отриманими під час експедиції Генріха фон Кітліца в період з грудня 1827 по січень 1828 року. Вид був описаний Кітліцем в 1833 році. В 1880 році косрейський шпак-малюк не спостерігався експедицією Отто Фінша. Експедиція Уітні в Південних Морях 1931 року довела повне вимирання цього виду. Імовірно, причиною цього стала поява на острові інвазивних щурів, які втекли з китобійного корабля в XIX столітті і заселили Косрае.